# Gebeno de Eberbach
Gebeno de Eberbach foi um monge cisterciense da Alemanha, vivendo no século XIII. Pouco se sabe sobre sua vida. Foi indicado prior em Eberbach em 1215, e é lembrado especialmente pela compilação que fez em torno de 1220 de diversas visões apocalípticas de santa Hildegard von Bingen. A obra, intitulada Pentachronon sive speculum futurorum temporum, se tornou imensamente popular e manteve viva a memória de Hildegard pela Idade Média.